# Cylindromyia pirioni
Cylindromyia pirioni là một loài ruồi trong họ Tachinidae.